# Personality Crisis
«Personality Crisis» (рус. Кризис личности) — песня американской группы New York Dolls с их дебютного альбома New York Dolls (1973). Вскоре после выхода альбома была издана на отдельном сингле (вместе с песней «Trash»).
В 2004 году журнал Rolling Stone поместил песню «Personality Crisis» в исполнении группы New York Dolls на 267 место своего списка «500 величайших песен всех времён». В списке 2011 года песня находится на 271 месте.
Кроме того, песня «Personality Crisis» в исполнении  группы New York Dolls входит в составленный Залом славы рок-н-ролла список 500 Songs That Shaped Rock and Roll.

## Музыка и текст песни
Песня была написана лид-гитаристом группы Джонни Сандерсом и вокалистом и автором текстов группы Дэвидом Йохансеном. Текст песни повествует о человеческой рефлексии и стрессе из-за разбитого сердца или употребления наркотиков. Текст песни по большей части написан Йохансеном, в то время как музыка — Сандерсом. Также особенностью песни является лид-гитарная партия Сандерса, сыгранная «на верхах» и прямой динамичный ритм песни, предвосхитивший весь будущий панк-рок. Также отмечалась манера пения Йохансена, использовавшего расщепление вокала.

## Участники записи
- Дэвид Йохансен (англ. David Johansen) — вокал, гонг, губная гармоника
- Джонни Сандерс (англ. Johnny Thunders) — гитара, вокал
- Сильвен Сильвен (англ. Sylvain Sylvain) — гитара, вокал, пианино
- Артур Кейн (англ. Arthur Kane) — бас-гитара
- Джерри Нолан (англ. Jerry Nolan) — ударные

## Успех песни
Песня исполнялась группой в передаче Top Of The Pops в 1973 году, а также неоднократно переиздавалась как сингл уже после распада группы
. Многие музыкальные критики называли песню «Personality Crisis» лучшей песней в одноимённом альбоме группы. Песню называли «негласным гимном глиттера и глэм-рока», а панк-икона Ричард Хэлл признавался в том, что «New York Dolls вдохновили его на занятия музыкой», а в книге «Прошу, убей меня» сказал, что у «Сандерса был великолепный песенный инстинкт».

### Кавер-версии
В разное время песню «Personality Crisis» исполняли:
- Дэвид Йохансен (сольно)
- Джонни Сандерс (сольно)
- Sonic Youth
- Teenage Fanclub
- Скотт Уайланд
- Rockhead

Также название песни было выбрано для одноимённой канадской панк-рок-группы 1980-х годов.